# Ongole
Ongole (en hindi: অনগোলে ) es una localidad de la India, centro administrativo del distrito de Prakasam, estado de Andhra Pradesh.

## Geografía
Se encuentra a una altitud de 26 m s. n. m. a 321 km de la capital estatal, Hyderabad, en la zona horaria UTC +5:30.

## Demografía
Según estimación 2010 contaba con una población de 208 044 habitantes.